# Batrachomoeus dahli
Batrachomoeus dahli är en fiskart som först beskrevs av Hialmar Rendahl 1922.  Batrachomoeus dahli ingår i släktet Batrachomoeus och familjen paddfiskar. Inga underarter finns listade.